# ناحیه عزیز
ناحیه عزیز (به عربی: دائرة عزیز) یک ناحیه و ناحیه در الجزایر است که در استان مدیه واقع شده‌است.